# Простое число Вифериха
В теории чисел простым числом Вифериха называется простое число {\displaystyle p}, такое, что {\displaystyle p^{2}} делит {\displaystyle 2^{p-1}-1} , что является усилением утверждения малой теоремы Ферма, утверждающей, что любое нечетное простое {\displaystyle p} делит {\displaystyle 2^{p-1}-1}. Эти простые числа впервые описаны Артуром Виферихом (Arthur Wieferich) в 1909 г. в работе, относящейся к великой теореме Ферма. К тому времени обе теоремы Ферма были хорошо известны математикам.
С тех пор были обнаружены связи между простыми числами Вифериха и различными другими объектами математики, в том числе и другими типами простых чисел (числа Мерсенна и Ферма), особыми типами псевдопростых чисел и некоторыми обобщениями самих простых чисел Вифериха. Со временем открытые связи были распространены на некоторые другие свойства простых чисел, а также на общие объекты, такие как числовое поле и abc-гипотеза.
Несмотря на многочисленные попытки широкого поиска, известны только два простых числа Вифериха – это 1093 и 3511 (последовательность A001220 в OEIS).

## Объяснение свойств простых чисел Вифериха
Усиленный вариант малой теоремой Ферма, которой удовлетворяют простые числа Вифериха, обычно выражается в виде сравнения по модулю {\displaystyle 2^{p-1}\equiv 1{\pmod {p^{2}}}}. Из определения сравнения следует, что это свойство эквивалентно определению, данному в начале статьи. Таким образом, если простое p удовлетворяет сравнению, это простое делит частное Ферма {\displaystyle {\tfrac {2^{p-1}-1}{p}}}.
Приведём два примера:
Для p = 11 мы получаем {\displaystyle {\tfrac {2^{10}-1}{11}}}, что дает число 93, имеющее остаток от деления на 11, равный 5.
Таким образом, 11 не является простым числом Вифериха.
Для p = 1093, мы получаем {\displaystyle {\tfrac {2^{1092}-1}{1093}}} или 485439490310...852893958515 (302 цифры в середине опущены) и это число дает остаток 0 при делении на 1093, так что 1093 является простым числом Вифериха.

## История и состояние поиска
В 1902-м году Майер (W. F. Meyer) доказал теорему о решении сравнения {\displaystyle a^{p-1}\equiv 1{\pmod {p^{r}}}}.:930 
Позже, в то же десятилетие, Артур Виферих показал, что если первый случай великой теоремы Ферма имеет решение для нечётной простой степени, то это простое должно удовлетворять сравнению для {\displaystyle a=2} и {\displaystyle r=2}. Другими словами, если существует решение {\displaystyle x^{p}+y^{p}+z^{p}=0} в целых {\displaystyle x,y,z} и {\displaystyle p} – нечетное простое, не делящее {\displaystyle xyz} ({\displaystyle p\nmid xyz}), то {\displaystyle p} удовлетворяет {\displaystyle 2^{p-1}\equiv 1{\pmod {p^{2}}}}. В 1913-м году Бахман (Paul Gustav Heinrich Bachmann) исследовал остаток {\displaystyle {\tfrac {2^{p-1}-1}{p}}\,{\bmod {\,}}p}. Он поставил вопрос — когда этот остаток превращается в ноль, и попытался найти формулы для ответа на поставленный вопрос.
В 1913-м году Вальдемар Майснер (Waldemar Meissner) обнаружил, что простое число 1093 является простым Вифериха. Он же показал, что это единственное простое меньшее 2000. Он вычислил наименьший остаток {\displaystyle {\tfrac {2^{t}-1}{p}}\,{\bmod {\,}}p} для всех простых {\displaystyle p<2000} и обнаружил, что этот остаток равен нулю для {\displaystyle t=364} и {\displaystyle p=1093}, тем самым нашёл контрпример гипотезе Граве (Grawe) о невозможности сравнения Вифериха.
Позднее Хентцшель (E. Haentzschel) потребовал перепроверки правильности вычислений Майснера с использованием только элементарных операций.:664 
Вдохновлённый ранней работой Эйлера, он упростил доказательство Майснера, показав, что {\displaystyle 1093^{2}\mid 2^{182}+1}, и заметил, что {\displaystyle 2^{182}+1} является делителем {\displaystyle 2^{364}-1}. 
Было также показано, что можно проверить, является ли 1093 простым числом Майснера, не используя комплексных чисел в противоположность методу, использованному Майснером, хотя сам Майснер давал понять, что он знает о возможности такого доказательства.:665
В 1922-м году Н. Г. В. Х. Бегер (N. G. W. H. Beeger) обнаружил, что простое число 3511 является простым числом Вифериха. Другое доказательство принадлежности 3511 к простым числам Вифериха было опубликовано в 1965-м Гаем (Richard K. Guy). 
В 1960-м году Кравиц (Kravitz) удвоил рекорд проверенных чисел, которое до этого установил Фрёберг (Fröberg) 
В 1961-м году Ризель (Riesel) расширил поиск до 500000 с помощью BESK.
Около 1980-го Лемер (Lehmer) смог достичь предела 6⋅109. 
Этот предел поиска был сдвинут к 2.5⋅1015 в 2006-м, а затем и 3⋅1015. 
Сейчас известно, что если существуют какие-либо другие простые числа Вифериха, они должны быть не меньше 6.7⋅1015.
Поиск новых простых чисел Вифериха в настоящее время осуществляется в проекте распределённых вычислений Wieferich@Home. 
В декабре 2011 года стартовал ещё один проект – PrimeGrid. К октябрю 2014 года достиг предела поиска 3⋅1017, и поиск продолжается.
Крис Колдуэлл (Chris Caldwell) предположил, что существует конечное число простых чисел Вифериха.
Было высказана также противоположная гипотеза, что (как и для простых Вильсона) существует бесконечно много простых чисел Вифериха, и что число простых Вифериха, меньших {\displaystyle x}, оценивается значением {\displaystyle \ln \ln x}, что является эвристическим результатом, следующим из правдоподобного предположения, что для простого {\displaystyle p} {\displaystyle (p-1)}-тая степень корня из единицы по модулю {\displaystyle p^{2}} равномерно распределена на мультипликативной группе целых чисел по модулю {\displaystyle p^{2}}.

## Свойства

### Связь с великой теоремой Ферма
Следующая теорема, доказанная Виферихом в 1909-м, связывает простые числа Вифериха и великую теорему Ферма:
Пусть {\displaystyle p} – простое, и пусть {\displaystyle x,y,z} – целые числа, такие, что {\displaystyle x^{p}+y^{p}+z^{p}=0}. 
Предположим далее, что {\displaystyle p} не делит произведение {\displaystyle xyz}. Тогда {\displaystyle p} – простое число Вифериха.
Условие «где {\displaystyle p} не делит любое из {\displaystyle x,y} или {\displaystyle z}» известно как первый случай великой теоремы Ферма (FLTI).
FLTI неверна для простого {\displaystyle p}, если решение уравнения Ферма существует для {\displaystyle p}, в противном случае FLTI для {\displaystyle p} выполняется.
В 1910-м году Мириманов расширил теорему, показав, что, если условия теоремы выполняются для некоторого простого {\displaystyle p}, то {\displaystyle p^{2}} должно также делить {\displaystyle 3^{p-1}-1}. 
Позднее Гранвиль (Granville) и Монаган (Monagan) доказали, что {\displaystyle p^{2}} должно делить {\displaystyle m^{p-1}-1} для любого простого {\displaystyle m\leqslant 89}. 
Судзуки (Suzuki) распространил доказательство на все простые {\displaystyle m\leqslant 113}.
Пусть {\displaystyle H_{p}} – множество пар целых и их наибольший общий делитель равен 1.
Пусть {\displaystyle \xi =\cos 2\pi /p+i\sin 2\pi /p}, {\displaystyle K=\mathbb {Q} (\xi )} является расширением поля, получаемого включением всех многочленов от алгебраического числа {\displaystyle \xi } в поле рациональных числ (такое расширение известно как числовое поле или, в данном случае, где ξ — корни из единицы, круговым числовым полем).:332
Пусть {\displaystyle H_{p}} – множество пар {\displaystyle (x,y)}, удовлетворяющих свойствам:
- i НОД{\displaystyle (x,y)=1}
- ii {\displaystyle p} — взаимно просто с {\displaystyle x,y} и {\displaystyle x+y}
- iii {\displaystyle (x+y)^{p-1}\equiv 1{\pmod {p^{2}}}}
- iv {\displaystyle x+\xi y} – {\displaystyle p}-ая степень идеала {\displaystyle K}.

Из единственности факторизации идеалов в {\displaystyle \mathbb {Q} (\xi )} следует, что если {\displaystyle x,y,z} являются решением (первого случая) великой теоремы Ферма, то {\displaystyle p} делит {\displaystyle x+y+z}, а {\displaystyle (x,y),(y,z)} и {\displaystyle (z,x)} являются элементами {\displaystyle H_{p}}.:333
Гранвиль (Granville) и Монаган (Monagan) показали, что {\displaystyle (1,1)\in H_{p}} тогда и только тогда, когда {\displaystyle p} является простым числом Вифериха.:333

### Связь сabc-гипотезой и простыми числами не-Вифериха
Простое число не-Вифериха – это простое {\displaystyle p}, удовлетворяющее условию {\displaystyle 2^{p-1}\not \equiv 1{\pmod {p^{2}}}}. 
Д.Х. Силвермен (Joseph H. Silverman) в 1988-м году показал, что если abc-гипотеза верна, то существует бесконечно много простых не-Вифериха.
Говоря точнее, он показал, что из верности abc-гипотезы следует, что количество простых не-Вифериха для {\displaystyle p<X} больше {\displaystyle C\ln X} для некоторой константы {\displaystyle C}.:227
Множество простых чисел Вифериха и множество простых не-Вифериха, иногда обозначаемые как {\displaystyle W_{1}} и {\displaystyle W_{2}^{c}} соответственно, являются дополнительными множествами, так что конечность одного из них влечет бесконечность другого (поскольку вместе они дают множество простых чисел). Было показано, что существование бесконечного количества чисел не-Вифериха следует из ослабленной версии abc-гипотезы, называемой ABC-(k, ε) гипотезой.
Вдобавок существование бесконечного количества чисел не-Вифериха вытекает также из существования бесконечного количества свободных от квадратов чисел Мерсенна.
Это же вытекает из существования вещественного {\displaystyle \xi }, такого, что множество {\displaystyle \{n\in \mathbb {N} :\lambda (2^{n}-1)<2-\xi \}} имеет плотность 1.
Здесь индекс сложности {\displaystyle \lambda (n)} для целого {\displaystyle n} определяется как {\displaystyle {\tfrac {\log n}{\log \gamma (n)}}} и {\displaystyle \gamma (n)=\prod _{p\mid n}p}, где {\displaystyle \gamma (n)} — произведение всех простых множителей n.:4

### Связь с простыми числами Мерсенна и Ферма
Известно, что {\displaystyle n}-ое число Мерсенна {\displaystyle M_{n}=2^{n}-1} является простым, только если {\displaystyle n} – простое. Из малой теоремы Ферма следует, что, если {\displaystyle p>2} является простым, {\displaystyle M_{p-1}(=2^{p-1}-1)} делится на {\displaystyle p}. 
Поскольку числа Мерсенна с простыми индексами {\displaystyle M_{p}} и {\displaystyle M_{q}} взаимно просты, простой делитель {\displaystyle p} числа {\displaystyle M_{q}}, где {\displaystyle q} – простое, является простым числом Вифериха тогда и только тогда, когда {\displaystyle p^{2}} делит {\displaystyle M_{q}}.
Таким образом, простое число Мерсенна не может быть также простым Вифериха.
Интересная проблема остается нерешенной: все ли числа Мерсенна с простым индексом свободны от квадратов. Если число Мерсенна {\displaystyle M_{q}} не свободно от квадратов, то существует простое {\displaystyle p}, для которого {\displaystyle p^{2}} делит {\displaystyle M_{q}}, что означает, что {\displaystyle p} – простое число Вифериха. Таким образом, если простых чисел Вифериха конечное число, то должно быть по меньшей мере конечное число не свободных от квадратов чисел Мерсенна. Роткевич (Rotkiewicz) показал, что обратное тоже верно, то есть, если имеется бесконечно много свободных от квадратов чисел Мерсенна, то и простых чисел не-Вифериха тоже бесконечно много.
Подобным образом, если {\displaystyle p} – простое, и {\displaystyle p^{2}} делит число Ферма {\displaystyle F_{n}=2^{2^{n}}+1}, то {\displaystyle p} должно быть простым числом Вифериха.
Для простых 1093 и 3511 было показано, что ни одно из них не является делителем какого-либо числа Мерсенна или Ферма.

### Связь с другими равенствами
Скотт (Scott) и Стайер (Styer) показали, что равенство {\displaystyle p^{x}-2^{y}=d} имеет максимум одно решение в положительных целых {\displaystyle (x,y)}, если {\displaystyle p^{4}\nmid 2^{\operatorname {ord} _{p}(2)}-1} при {\displaystyle p\not \equiv 65{\pmod {192}}} или {\displaystyle p^{2}\nmid 2^{\operatorname {ord} _{p}(2)}-1}, где {\displaystyle \operatorname {ord} _{p}(2)} означает мультипликативный порядок числа 2 по модулю {\displaystyle p}.:215, 217–218
Они также показали, что решения уравнения {\displaystyle \pm a^{x_{1}}\pm 2^{y_{1}}=\pm a^{x_{2}}\pm 2^{y_{2}}=c} должны принадлежать определённому множеству, но утверждение перестает быть верным, если {\displaystyle a} – простое число Вифериха, большее {\displaystyle 1{,}25\times 10^{15}}.:258

### Бинарная периодичностьp−1
Джонсон (Johnson) заметил, что два известных простых числа Вифериха на единицу больше чисел с периодическим двоичным представлением ({\displaystyle 1092=010001000100_{2};\ 3510=110110110110_{2}}). 
Проект Wieferich@Home ищет простые числа Вифериха путём проверки чисел, на единицу больших чисел с периодическим двоичным представлением, но среди чисел длиной до 3500 бит и периодом до 24 бит не было найдено ни одного нового простого числа Вифериха.

### Эквивалентные сравнения
Простые числа Вифериха могут быть определены другим сравнением, эквивалентным тому, которое обычно используют.
Если {\displaystyle p} простое число Вифериха, можно умножить обе части сравнения {\displaystyle 2^{p-1}\equiv 1{\pmod {p^{2}}}} на 2 и получим {\displaystyle 2^{p}\equiv 2{\pmod {p^{2}}}}. 
Возведя обе части сравнения в степень {\displaystyle p}, получим {\displaystyle 2^{p^{2}}\equiv 2^{p}\equiv 2{\pmod {p^{2}}}}, откуда {\displaystyle 2^{p^{k}}\equiv 2{\pmod {p^{2}}}} для всех {\displaystyle k\geqslant 1}.
Обратное тоже верно: Из {\displaystyle 2^{p^{k}}\equiv 2{\pmod {p^{2}}}} для всех {\displaystyle k\geqslant 1} следует, что мультипликативный порядок числа 2 по модулю {\displaystyle p^{2}} делит НОД{\displaystyle (p^{k}-1,\varphi (p^{2}))=p-1}, где {\displaystyle \varphi } -функция Эйлера, так что, {\displaystyle 2^{p-1}\equiv 1{\pmod {p^{2}}}} и число {\displaystyle p} является простым Вифериха.
Бояи показал, что если {\displaystyle p} и {\displaystyle q} просты, {\displaystyle a} – положительное целое, не делящееся на {\displaystyle p} и {\displaystyle q}, такое, что {\displaystyle a^{p-1}\equiv 1{\pmod {q}},\ a^{q-1}\equiv 1{\pmod {p}}}, то {\displaystyle a^{pq-1}\equiv 1{\pmod {pq}}}. 
Полагая {\displaystyle p=q}, получим {\displaystyle a^{p^{2}-1}\equiv 1{\pmod {p^{2}}}}.:284 
А {\displaystyle a^{p^{2}-1}\equiv 1{\pmod {p^{2}}}} в силу теоремы Эйлера равносильно {\displaystyle a^{p-1}\equiv 1{\pmod {p^{2}}}}.:285-286

### Связь с псевдопростыми числами
Было замечено, что оба известных простых числа Вифериха делят все несвободные от квадратов по базе 2 псевдопростые числа до {\displaystyle 25\cdot 10^{9}}. 
Более поздние вычисления показали, что повторяющимися множителями псевдопростых чисел до {\displaystyle 10^{12}} являются только 1093 и 3511.
Существует следующая связь: Пусть {\displaystyle n} — псевдопростое по базису 2 и {\displaystyle p} — простой делитель {\displaystyle n}. Если {\displaystyle {\tfrac {2^{n-1}-1}{n}}\not \equiv 0{\pmod {p}}}, то {\displaystyle {\tfrac {2^{p-1}-1}{p}}\not \equiv 0{\pmod {p}}}.:378
Далее, если {\displaystyle p} — простое число Вифериха, то {\displaystyle p^{2}} псевдопростое Каталана (Catalan).

### Связь с ориентированными графами
Для всех простых до 100000 {\displaystyle L(p^{n+1})=L(p^{n})} только в двух случаях: {\displaystyle L(1093^{2})=L(1093)=364} и {\displaystyle L(3511^{2})=L(3511)=1755}, где {\displaystyle m} – модуль диаграммы удваивания и {\displaystyle L(m)} дает число вершин в цикле, образованном единицей. Термин диаграмма удваивания относится к ориентированному графу с 0 и натуральными числами, меньшими {\displaystyle m} в качестве вершин и дугами, идущими из вершины {\displaystyle x} в вершину {\displaystyle 2x} по модулю {\displaystyle m}.:74 
Было установлено, что для всех нечетных простых чисел либо {\displaystyle L(p^{n+1})=p\times L(p^{n})}, либо {\displaystyle L(p^{n+1})=L(p^{n})}.:75

### Свойства, связанные с числовыми полями
Было установлено, что {\displaystyle \chi _{D_{0}}{\big (}p{\big )}=1} и {\displaystyle \lambda \,\!_{p}{\big (}\mathbb {Q} {\big (}{\sqrt {D_{0}}}{\big )}{\big )}=1} тогда и только тогда, когда {\displaystyle 2^{p-1}\not \equiv 1{\pmod {p^{2}}}}, где {\displaystyle p} – нечетное простое и {\displaystyle D_{0}<0} — фундаментальный дискриминант комплексного квадратичного поля {\displaystyle \mathbb {Q} {\big (}{\sqrt {1-p^{2}}}{\big )}}.
Также было показано следующее:
Пусть {\displaystyle p} – простое число Вифериха.
Если {\displaystyle p\equiv 3{\pmod {4}}}, пусть {\displaystyle D_{0}<0} — фундаментальный дискриминант комплексного квадратичного поля {\displaystyle \mathbb {Q} {\big (}{\sqrt {1-p}}{\big )}}
Если {\displaystyle p\equiv 1{\pmod {4}}}, пусть {\displaystyle D_{0}<0} — фундаментальный дискриминант комплексного квадратичного поля {\displaystyle \mathbb {Q} {\big (}{\sqrt {4-p}}{\big )}}.
Тогда {\displaystyle \chi _{D_{0}}{\big (}p{\big )}=1} и {\displaystyle \lambda \,\!_{p}{\big (}\mathbb {Q} {\big (}{\sqrt {D_{0}}}{\big )}{\big )}=1} ({\displaystyle \chi } и {\displaystyle \lambda } в этом контексте означают инвариант Ивасава (Iwasawa)).:27
Также было установлено:
Пусть {\displaystyle q} – нечетное простое число, {\displaystyle k} и {\displaystyle p} – простые, такие, что {\displaystyle p=2k+1,k\equiv 3{\pmod {4}},p\equiv -1{\pmod {q}},p\not \equiv -1{\pmod {q^{3}}}} и порядок {\displaystyle q} по модулю {\displaystyle k} равен {\displaystyle {\tfrac {k-1}{2}}}.
Предположим, что {\displaystyle q} делит {\displaystyle h^{+}} — число классов вещественного кругового поля {\displaystyle \mathbb {Q} {\big (}\zeta \,\!_{p}+\zeta \,\!_{p}^{-1}{\big )}}, полученного добавлением к полю рациональных чисел суммы {\displaystyle p}-го корня из единицы и обратного к нему элемента.
Тогда {\displaystyle q} – простое число Вифериха.:55
Это остается верным, если условия {\displaystyle p\equiv -1{\pmod {q}},p\not \equiv -1{\pmod {q^{3}}}} заменить на {\displaystyle p\equiv -3{\pmod {q}},p\not \equiv -3{\pmod {q^{3}}}}
Утверждение остается верным и при замене условия {\displaystyle p\equiv -1{\pmod {q}}} на {\displaystyle p\equiv -5{\pmod {q}},} (в этом случае {\displaystyle q} будет простым числом Фибоначи-Вифериха), а неравенство заменится на {\displaystyle p\not \equiv -5{\pmod {q^{3}}}}.:376

### Периоды простых чисел Вифериха
Пусть период {\displaystyle p} числа {\displaystyle x} по базису {\displaystyle b} – период дроби {\displaystyle {\tfrac {1}{x}}} по базису {\displaystyle b}. Например, период числа 3 по базису 10 равен 1, что обычно записывается как 0,(3), в то время как период числа 3 по базису 2 равен 2 и число можно записать как 0,(01). 
В общем случае, период {\displaystyle p} числа {\displaystyle x} является показателем {\displaystyle b} по модулю {\displaystyle x}.:314 
Простое число Вифериха по базису {\displaystyle b} – это простое {\displaystyle x}, удовлетворяющее сравнению {\displaystyle b^{x-1}\equiv 1{\pmod {x^{2}}}}. Если {\displaystyle x^{2}} делит {\displaystyle b^{p-1}-1}, период {\displaystyle x^{2}} имеет тот же период, что и {\displaystyle x}, и такие простые известны как простые с квадратным периодом.:316 
Гарца (Garza) и Янг (Young) утверждают, что период числа 1093 равен 1092 и он равен периоду числа 10932,:314.

### Порядок числа 2 по модулю степеней простых чисел Вифериха
Только простые 1093 и 3511 среди чисел до {\displaystyle 4\cdot 10^{12}} удовлетворяют {\displaystyle \operatorname {ord} _{p^{2}}(2)=\operatorname {ord} _{p}(2)} и известно, что {\displaystyle \operatorname {ord} _{1093}(2)=364} и {\displaystyle \operatorname {ord} _{3511}(2)=1755}.
Х. С. Вандивер (H. S. Vandiver) показал, что {\displaystyle 2^{p-1}\equiv 1{\pmod {p^{3}}}} тогда и только тогда, когда {\displaystyle 1+{\tfrac {1}{3}}+\dots +{\tfrac {1}{p-2}}\equiv 0{\pmod {p^{2}}}}.:187

## Обобщения

### Почти простые числа Вифериха
Простое {\displaystyle p}, удовлетворяющее сравнению {\displaystyle 2^{\frac {p-1}{2}}\equiv \pm 1+Ap{\pmod {p^{2}}}} с малым {\displaystyle |A|}, обычно называются почти простым числа Вифериха  (последовательность A195988 в OEIS). 
Почти простые числа Вифериха с {\displaystyle A=0} представляют собой простые числа Вифериха.
Проекты распределенных вычислений с недавнего времени в дополнение к основному поиску простых чисел Вифериха пытались обнаружить и почти простые числа Вифериха.
Следующая таблица представляет все почти простые числа Вифериха с {\displaystyle |A|\leqslant 10} в интервале {\displaystyle [10^{9},3\cdot 10^{15}]}. 
Этот интервал был достигнут поиском, организованным Карлайлом (P. Carlisle), Крэндаллом (R. Crandall) и Роденкирхом (M. Rodenkirch).
| p                | 1 или −1 | A   |
| ---------------- | -------- | --- |
| 3520624567       | +1       | −6  |
| 46262476201      | +1       | +5  |
| 47004625957      | −1       | +1  |
| 58481216789      | −1       | +5  |
| 76843523891      | −1       | +1  |
| 1180032105761    | +1       | −6  |
| 12456646902457   | +1       | +2  |
| 134257821895921  | +1       | +10 |
| 339258218134349  | −1       | +2  |
| 2276306935816523 | −1       | −3  |

Доре (Dorais) и Клайв (Klyve) использовали другое определение почти простых чисел Вифериха, а именно, как простое p с малым значением {\displaystyle \left|{\tfrac {\omega (p)}{p}}\right|}, где {\displaystyle \omega (p)={\tfrac {2^{p-1}-1}{p}}\,{\bmod {\,}}p} — частное Ферма для числа 2 по модулю p'.
Следующая таблица показывает все простые {\displaystyle p\leqslant 6{,}7\times 10^{15}} с {\displaystyle \left|{\tfrac {\omega (p)}{p}}\right|\leq 10^{-14}}.
| p                | {\displaystyle \omega (p)} | {\displaystyle \left\|{\tfrac {\omega (p)}{p}}\right\|\times 10^{14}} |
| ---------------- | -------------------------- | --------------------------------------------------------------------- |
| 1093             | 0                          | 0                                                                     |
| 3511             | 0                          | 0                                                                     |
| 2276306935816523 | +6                         | 0.264                                                                 |
| 3167939147662997 | −17                        | 0.537                                                                 |
| 3723113065138349 | −36                        | 0.967                                                                 |
| 5131427559624857 | −36                        | 0.702                                                                 |
| 5294488110626977 | −31                        | 0.586                                                                 |
| 6517506365514181 | +58                        | 0.890                                                                 |

### Простые числа Вифериха по базеa
Простым числом Вифериха по базе a называется простое p, удовлетворяющее сравнению
{\displaystyle a^{p-1}\equiv 1{\pmod {p^{2}}}}.
Такие простые не могут делить a, поскольку тогда они должны делить и 1.

### Пары Вифериха
Парой Вифериха называется пара простых {\displaystyle p,q}, удовлетворяющих 
{\displaystyle p^{q-1}\equiv 1{\pmod {q^{2}}},\ q^{p-1}\equiv 1{\pmod {p^{2}}}}
Таким образом, простое число Вифериха {\displaystyle p\equiv 1{\pmod {4}}} образует пару {\displaystyle (p,2)}.
Единственное известное число для этого случая – это {\displaystyle p=1093}. 
Известно 6 пар Вифериха.

### Числа Вифериха
Числом Вифериха называется нечетное целое {\displaystyle w\geqslant 3}, удовлетворяющее сравнению {\displaystyle 2^{\varphi (w)}\equiv 1{\pmod {w^{2}}}}, где {\displaystyle \varphi } означает функцию Эйлера. Если число Вифериха {\displaystyle w} является простым, то оно также является простым числом Вифериха.
Несколько первых чисел Вифериха:
1093, 3279, 3511, 7651, 10 533, 14 209, 17 555, 22 953, 31 599, 42 627, 45 643, … последовательность A077816 в OEIS
Можно показать, что если имеется только конечное число простых чисел Вифериха, то и количество чисел Вифериха конечно. В частности, если простые числа Вифериха только 1093 и 3511, то существует точно 104 чисел Вифериха, и они соответствуют тем числам, которые известны на данный момент.
Обобщая, целое {\displaystyle w} является числом Вифериха по базе {\displaystyle a}, если {\displaystyle a^{\varphi (w)}\equiv 1{\pmod {w^{2}}}}.:31
По другому определению числом Вифериха называется положительное нечетное q, такое, что q и {\displaystyle {\tfrac {2^{m}-1}{q}}} не взаимно просты, где m – показатель 2 по модулю q. 
Первые несколько этих чисел:
21, 39, 55, 57, 105, 111, 147, 155, 165, 171, 183, … последовательность A182297 в OEIS
Как и выше, если число Вифериха q является простым, то оно является простым числом Вифериха.

### Простые числа Люка-Вифериха
Простым числом Люка-Вифериха, соответствующим паре целых {\displaystyle (P,Q)} называется простое {\displaystyle p}, такое, что {\displaystyle U_{p-\varepsilon }(P,Q)\equiv 0{\pmod {p^{2}}}}, где {\displaystyle U_{n}(P,Q)} означает последовательность Люка первого вида и {\displaystyle \varepsilon } – это значение символа Лежандра {\displaystyle P^{2}-4Q} по модулю {\displaystyle p}. Все простые числа Вифериха являются простыми числами Люка-Вифериха, соответствующими паре {\displaystyle (3,2)}. :2088

### Точки Вифериха
Пусть {\displaystyle K} – глобальное поле, т.е. числовое поле или поле функций одной переменной над конечным полем и пусть {\displaystyle E} – эллиптическая кривая. Если {\displaystyle v} – это неархимедова точка нормы {\displaystyle q_{v}} {\displaystyle K} и {\displaystyle a\in K}, где {\displaystyle v(a)=0}, то {\displaystyle v(a^{q_{v}-1})\geqslant 1}. {\displaystyle v} называется точкой Вифериха по базе {\displaystyle a}, если {\displaystyle v(a^{q_{v}-1})>1}, эллиптической точкой Вифериха по базе {\displaystyle P\in E}, если {\displaystyle N_{v}(P)\in E_{2}}, и сильной эллиптической точкой Вифериха по базе {\displaystyle P\in E}, если {\displaystyle n_{v}(P)\in E_{2}}, где {\displaystyle n_{v}} – порядок {\displaystyle P} по модулю {\displaystyle v} и {\displaystyle N_{v}} дает количество рациональных точек (над полем вычетов {\displaystyle v}) редукции {\displaystyle E} на {\displaystyle v}.:206

## Замечания
- Простое число Вольстенхольма – ещё один тип простых чисел, возникший при изучении великой теоремы Ферма
- Таблица сравнений – список других сравнений, которым удовлетворяют простые числа

## Дальнейшее чтение
- Haussner, R. (1926), Über die Kongruenzen 2p-1-1 ≡ 0 (mod p2) für die Primzahlen p=1093 und 3511, Archiv for Mathematik og Naturvidenskab (нем.), 39 (5): 7, JFM 52.0141.06, DNB 363953469
- Haussner, R. (1927), Über numerische Lösungen der Kongruenz up-1-1 ≡ 0 (mod p2), Journal für die reine und angewandte Mathematik (Crelle's Journal). (нем.), 1927 (156): 223–226, doi:10.1515/crll.1927.156.223
- Ribenboim, P. (1979), Thirteen lectures on Fermat's Last Theorem, Springer-Verlag, pp. 139, 151, ISBN 0-387-90432-8
- Guy, Richard K. (2004), Unsolved Problems in Number Theory (3rd ed.), Springer Verlag, p. 14, ISBN 0-387-20860-7
- Crandall, R. E.; Pomerance, C. (2005), Prime numbers: a computational perspective (PDF), Springer Science+Business Media, Inc., pp. 31–32, ISBN 0-387-25282-7
- Ribenboim, P. (1996), The new book of prime number records, Springer-Verlag New York, Inc., pp. 333–346, ISBN 0-387-94457-5

## Внешние ссылки
- Weisstein, Eric W. Wieferich prime (англ.) на сайте Wolfram MathWorld.
- Fermat-/Euler-quotients (ap−1 − 1)/pk with arbitrary k
- A note on the two known Wieferich primes
- PrimeGrid's Wieferich Prime Search project page
- Януш Г.Дж., Алгебраические числовые поля. Новосибирск, Научная книга. (Университетская серия, том 6)